# Bob Morley
Robert Alfred „Bobby” Morley (ur. 20 grudnia 1984 w Kyneton) – australijski aktor telewizyjny i filmowy. Wystąpił w roli Bellamy’ego Blake’a w serialu The CW The 100.

## Życiorys

### Wczesne lata
Urodził się i dorastał na farmie w Kyneton, w małym miasteczku w Wiktorii w Australii. Jego matka ma pochodzenie filipińskie, a ojciec, Robert Morley, który zmarł we wczesnych latach życia Boba, był pochodzenia irlandzkiego. Ma dwie starsze siostry i starszego brata. Wychowywał się w wierze rzymskokatolickiej. Jako nastolatek uczęszczał do szkoły teatralnej. Po ukończeniu 12 roku życia przeprowadził się do Melbourne i rozpoczął studia inżynierskie na University of Melbourne. Rok później przeniósł się na wydział sztuk kreatywnych na La Trobe University i sam został agentem.

### Kariera

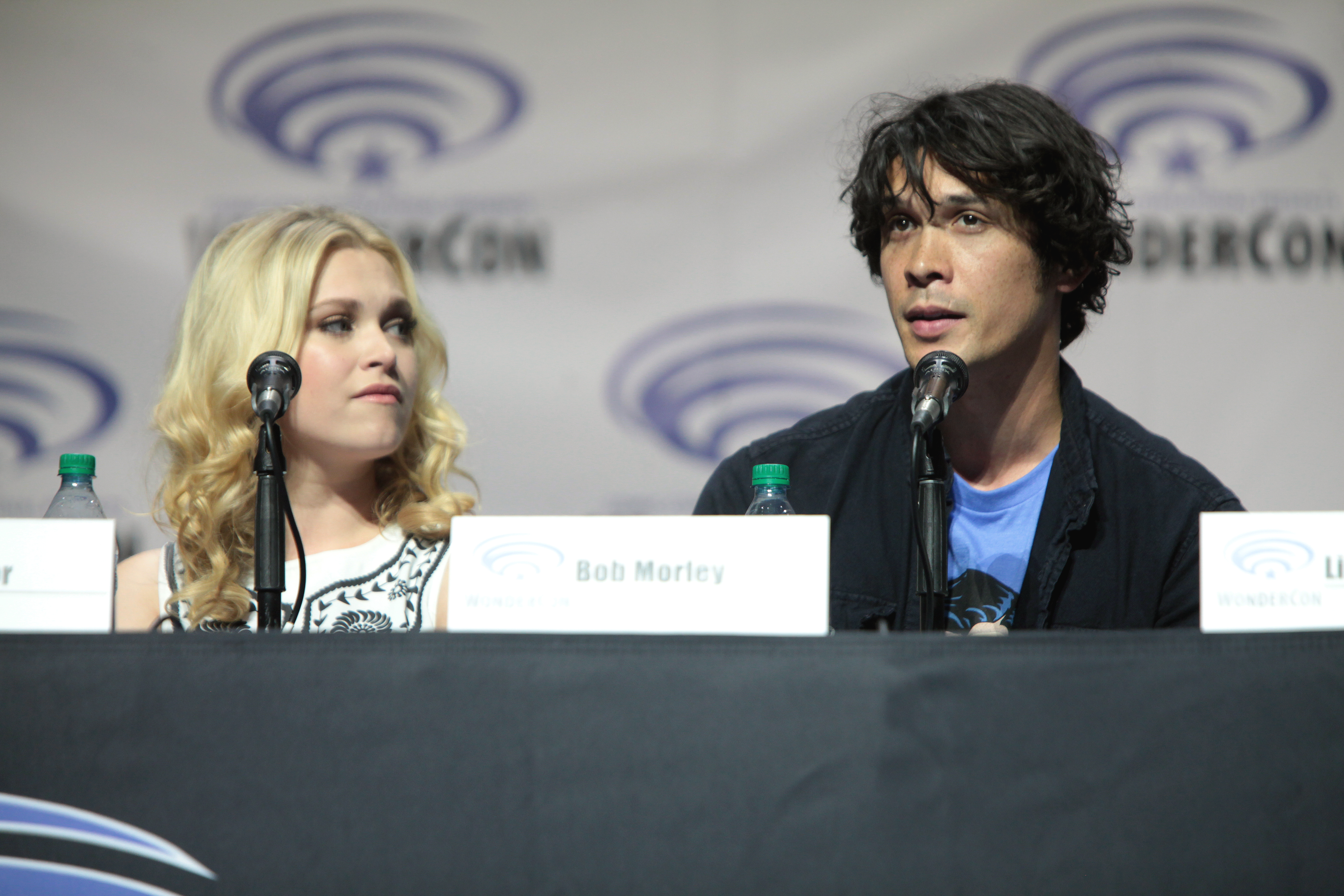
Bob Morley i Eliza Taylor na WonderCon 2016

Występował w różnych produkcjach teatru uniwersyteckiego oraz filmach krótkometrażowych i etiudach, w tym Falling to Perfect i Tale From Vienna Woods. Następnie trafił na mały ekran w roli Drew Curtisa w operze mydlanej Seven Network Zatoka serc (Home and Away, 2006–2008). Potem grał postać Aidana Fostera w operze mydlanej Network Ten Sąsiedzi (Neighbours, 2011–2013). W 2014 przyjął rolę Bellamy’ego Blake’a w serialu The CW, The 100.
W 2018 ukończył Warner Bros. Television Directors’ Workshop, za którą w latach 2015–2019 był nominowany do Teen Choice Awards.

## Życie prywatne
5 maja 2019 poślubił aktorkę, Elizę Taylor, z którą grał razem w serialu The 100.

## Filmografia

### Filmy
| Rok  | Tytuł                  | Rola    |
| ---- | ---------------------- | ------- |
| 2008 | Scorched               | Brendan |
| 2010 | Road Train             | Craig   |
| 2013 | Blinder                | Nick    |
| 2014 | Lost in the White City | Avi     |

### Telewizja
| Rok       | Tytuł                                       | Rola                        |
| --------- | ------------------------------------------- | --------------------------- |
| 2006–2008 | Zatoka serc (Home and Away)                 | Drew Curtis                 |
| 2007      | It Takes Two                                | w roli samego siebie        |
| 2008      | The Strip: Śledczy z Gold Coast (The Strip) | Tony Moretti                |
| 2010      | Morski patrol (Sea Patrol)                  | Sean                        |
| 2011–2013 | Sąsiedzi (Neighbours)                       | Aidan Foster                |
| 2014-2020 | The 100                                     | Bellamy Blake (główna rola) |
| 2016      | Szczęśliwy los (Winners & Losers)           | Ethan Quinn                 |

### Jako reżyser
| Rok  | Tytuł   | Uwagi                     |
| ---- | ------- | ------------------------- |
| 2019 | The 100 | Odcinek: „Ashes to Ashes” |